# Abfallverwertungsanlage Helmstedt
Die Abfallverwertungsanlage Helmstedt, auch als Thermische Restabfall-Vorbehandlungsanlage (TRV) „Buschhaus“ oder kurz TRV Buschhaus bezeichnet, ist eine Müllverbrennungsanlage (thermische Abfallverwertungsanlage) auf dem Gebiet der Stadt Schöningen im Landkreis Helmstedt in unmittelbarer Nachbarschaft zum Braunkohlekraftwerk Buschhaus. Die Anlage liefert aktuell (2014) Strom für rund 100.000 Haushalte.
Sie wurde 1998 von der Braunschweigischen Kohlen-Bergwerke AG (BKB) errichtet und von der Tochtergesellschaft BKB TRV GmbH betrieben. Letztere firmierte seit 2008 unter dem Namen E.ON Energy from Waste Helmstedt GmbH, einer Tochtergesellschaft der E.ON Energy from Waste Aktiengesellschaft (EEW), die zum E.ON-Konzern gehörte. Betreiber der Anlage ist die EEW Energy from Waste Helmstedt GmbH.
Laut Informationen des Betreibers von 2015 zählt die Anlage mit einer jährlichen Kapazität von 525.000 Tonnen im Jahr zu den größten ihrer Art in Deutschland. Bei ihrer Errichtung verfügte die Anlage über 2 Verbrennungskessel (Linien) und wurde im Jahr 2005 um eine dritte Linie erweitert. Indem Abfall als Brennstoff genutzt wird, werden allein bei EEW Helmstedt rund 73.000 Tonnen Kohlendioxid im Jahr weniger emittiert – verglichen mit der Stromerzeugung in konventionellen Kraftwerken.

## Technische Ausrüstung
Jede der drei Verbrennungslinien hat eine technische Kapazität von 175.000 Tonnen pro Jahr. Die Verbrennung der Abfälle erfolgt bei einer Mindesttemperatur von 850 °C, deren Einhaltung ggf. – insbesondere beim An- und Abfahren der Anlage – durch zugeschaltete Ölbrenner gewährleistet wird. Der erzeugte Frischdampf (70 Tonnen/Stunde bei 40 bar und 400 °C) wird über eine Sammelleitung in einer gemeinsamen Turbine mit nachgeschaltetem Generator verstromt. Die so erzeugte elektrische Leistung beträgt 45 MW (brutto). Die bei der Verbrennung entstehenden Rauchgase (110.000 Kubikmeter pro Stunde und Linie) werden in einer mehrstufigen Rauchgasreinigungsanlage nachbehandelt, um den Gehalt an Stickoxiden zu reduzieren sowie Schwefelverbindungen, Staub und andere Schadstoffe (geringe Restmengen an Dioxinen, Furanen und Schwermetallen) zu entfernen.

## Geschichte
Die Braunschweigischen Kohlen-Bergwerke AG (BKB) beschloss 1990 mit einer Satzungsänderung (Bau und Betrieb von Entsorgungsanlagen), in das Geschäftsfeld Abfallverbrennung einzusteigen. 1996 erteilte die damalige Bezirksregierung Braunschweig den Vorbescheid für die Thermische Restabfallvorbehandlungsanlage (TRV) "Buschhaus". Die Grundsteinlegung erfolgt am 28. Oktober 1996. 1998 ging die Anlage zunächst mit zwei Linien (Feuerkesseln) in Betrieb. 2001 begann die Planung zur Errichtung einer dritten Verbrennungslinie, deren Bau Ende 2003 begann und die Ende 2005 offiziell in Betrieb ging. Diese Erweiterung fand vor dem Hintergrund der TA Siedlungsabfall statt, die eine Deponierung unbehandelter Siedlungsabfälle ab dem 1. Juli 2005 untersagte und entsprechend zu einer Ausweitung der stofflichen und energetischen Verwertung von Abfällen führte. Im Jahr 2008 im Zug der Umfirmierung der bereits zum E.ON-Konzern gehörenden BKB AG – unter Abspaltung des Geschäftsfeldes Braunkohleverstromung – in die E.ON Energy from Waste Aktiengesellschaft (EEW) gelangte auch die TRV Buschhaus zur EEW und wird seitdem von der Tochtergesellschaft E.ON Energy from Waste Helmstedt GmbH (jetzt EEW Energy from Waste Helmstedt GmbH) betrieben.

### Entsorgungsvertrag mit der Stadt Braunschweig
Bis zum Beginn der 2000er Jahre war es in Deutschland im Bereich der Abfallentsorgungsbranche üblich, langfristige vertragliche Bindungen zwischen Kommunen und Entsorgungsunternehmen zur Anlieferung und Abnahme definierter Abfallmengen einzugehen. Den Investoren und Betreibern von Entsorgungsanlagen war an einer wirtschaftlichen und finanziellen Planungssicherheit gelegen und die Kommunen konnten auf diese Weise die Entsorgungssicherheit für ihre Siedlungsabfälle langfristig sicherstellen, was damals angesichts stetig steigender Abfallmengen und knapper werdender Deponie-Flächen auch nur verständlich war. So schloss auch die Stadt Braunschweig im Jahr 1995 mit der BKB AG einen über 30 Jahre laufenden Vertrag über die Verbrennung der kommunalen Abfälle in der damals in Planung befindlichen TRV Buschhaus ab. Die von kommunaler Seite anzuliefernden Abfallmengen waren dabei durch Vertragsklauseln so fixiert, dass bei geringeren Abfallmengen dennoch die gesamte vertraglich vereinbarte Vergütung fällig wurde (sogenannte "bring-or-pay"-Klausel).
Ab den späten 90er Jahren änderten sich durch den ökologisch motivierten Trend zur Abfallvermeidung, Abfalltrennung und separaten Abfallverwertung die wirtschaftlichen Rahmenbedingungen für beide Vertragsseiten. Das kommunale Restmüll-Aufkommen ging allgemein, nicht nur in Braunschweig, zurück, sodass bei fixen Vertragsbedingungen bzgl. Gesamtvergütung und absoluten Anlieferungsmengen die Kosten pro Gewichtstonne Abfall deutlich anstiegen. Auf der Seite der Entsorgungsunternehmen bewirkten sinkende Abfallmengen eine geringere Auslastung der Abfallverwertungsanlagen, sodass deren wirtschaftliche Effizienz sank. Erhöhter Wettbewerb zwischen den Entsorgungsunternehmen, z. B. auch mit Betreibern von Abfalldeponien, ließ die Preise, die die Entsorger für ihre Dienstleistung auf dem Markt verlangen konnten, zusätzlich einbrechen. Dies führte in Braunschweig für die Bürger zu dem paradoxen Effekt steigender kommunaler Abfallgebühren bei gleichzeitig fallenden Preisen der Entsorgungsunternehmen am freien Markt.
Die Lage änderte sich grundlegend, als das in der TA Siedlungsabfall geregelte Verbot der Deponierung unbehandelter Restabfälle am 1. Juni 2005 deutschlandweit wirksam wurde. Aufgrund der zuvor unsicheren Investitionsbedingungen fehlten nun Anlagenkapazitäten für die obligatorisch gewordene Vorbehandlung der Restabfälle vor der Deponierung. Die Preise zur Abfallvorbehandlung stiegen am freien Markt stark an, z. T. musste unbehandelter Abfall, insbesondere Gewerbeabfall, über längere Zeit zwischengelagert werden, bis ausreichende Abfallvorbehandlungskapazitäten nachgebaut waren. Die Stadt Braunschweig konnte sich zu dieser Zeit ihres auf Langfristigkeit und Berechenbarkeit angelegten Vertrages mit der BKB glücklich schätzen.
Allerdings war der Vertrag in den 1990er Jahren nicht europaweit ausgeschrieben worden, und so drohte die Europäische Union 2006 wegen der Verletzung der Europäischen Verträge mit einem hohen Zwangsgeld gegen die Bundesrepublik Deutschland. Nach intensiven Verhandlungen der Stadt Braunschweig mit der BKB und zuletzt in einem Spitzengespräch unter Leitung des damaligen niedersächsischen Ministerpräsidenten Christian Wulff mit dem Oberbürgermeister Braunschweigs, dem E.ON Energie-Vorstandsvorsitzenden und dem Vorstandsvorsitzenden der BKB einigte man sich auf eine einvernehmliche Aufhebung und Neuausschreibung des Vertrages, um das der Bundesrepublik angedrohte Zwangsgeld abzuwenden. Von den zwei Angeboten, die bei der Neuausschreibung abgegeben wurden – eines von der Alba Braunschweig GmbH mit Fortführung der Verbrennung in der TRV Buschhaus, das andere von Remondis mit einer Verbrennung im damals gerade in Bau befindlichen EZVA Staßfurt in Staßfurt südlich von Magdeburg in Sachsen-Anhalt – entschied sich die Stadt Braunschweig letztlich für das Angebot von Remondis, sodass mit der BKB kein neuer Vertrag zustande kam.
Nach Ablauf des Vertrages mit der EZVA Staßfurt Ende Januar 2022 schloss die Stadt Braunschweig nach einer europaweiten Ausschreibung erneut einen Vertrag mit der – nun unter neuem Namen firmierenden  – EEW Energy from Waste GmbH zur Verbrennung von Restabfall in der Anlage Buschhaus. Der Vertrag läuft zunächst bis Ende 2030.

## Herkunft der Abfälle
Zu den Anlieferern von Abfällen zählen bzw. zählten u. a. folgende Kommunen, Kommunalverbände und beauftragte Unternehmen:
- Stadtreinigung Braunschweig GmbH, einer der ersten Vertragspartner bzgl. Abfallanlieferung zur thermischen Verwertung, seit 2001 teilweise und seit 2005 als Alba Braunschweig GmbH vollständig zur ALBA Group gehörend; Zeitraum: 1998 bis 2007, sowie ab Januar 2022[17]
- Landkreis Helmstedt; Zeitraum: seit 1999 bis mind 2005[18] (danach Status unbekannt)
- Abfallwirtschaftsbetrieb des Landkreises Hannover; Zeitraum: seit Ende 2000 (aktueller Status unbekannt, insbesondere was den seit Anfang November 2001 bestehenden Kommunalverband Region Hannover betrifft)[19]
- Landkreis Hildesheim; Zeitraum: ungefähr ab 2001 (aktueller Status unbekannt)[20]
- Entsorgungszentrum Salzgitter GmbH (EZS), an der die BKB einen 50%igen Anteil hält, mit Tätigkeitsschwerpunkt im Raum Salzgitter; Zeitraum: ab Mitte 2006 (aktueller Status unbekannt)
- Wolfsburger Abfallwirtschaft und Straßenreinigung (WAS); Zeitraum: ab Juni 2005 für 10 Jahre[3] (aktueller Status unbekannt)
- Landkreis Uelzen und Abfallzweckverband Celle; Zeitraum: ab Juni 2005 bis 2022[21] (aktueller Status unbekannt)
- Entsorgungswirtschaft des Landkreises Harz AöR (enwi)[4], Zeitraum: 2013 (vorheriger Zeitraum unbekannt, aktueller Status unbekannt)

## Entwicklung der Anlieferungsmenge
- 2000: 251.000 Tonnen[22]
- 2001: 288.000 Tonnen[23]
- 2002: 278.000 Tonnen[24]
- 2014: 525.000 Tonnen[5]

## Entwicklung der Entsorgungspreise
Bei der Neuausschreibung der thermischen Abfallbehandlung im Jahr 2006 für das damalige Jahresaufkommen von etwa 80.000 Tonnen Restabfall setzte die Stadt Braunschweig eine obere Preisgrenze von 136 Euro pro Gewichtstonne. Angeblich blieb der erfolgreiche Bieter Remondis mit seinem Angebot erheblich unter dieser Grenze, was entsprechende Rückschlüsse auf die Entwicklung des Marktpreisniveaus zu dieser Zeit erlaubt.
Derzeit (2013) kostet die Entsorgung bei Selbstanlieferung des Abfalls zur TRV Buschhaus knapp 103 Euro pro Gewichtstonne.

## Schadstoffemissionen
Für das Berichtsjahr 2010 weist das europäische Schadstoffemissionsregister für die Abfallverwertungsanlage Helmstedt Emission von 405.000 Tonnen CO2 (gesamt), 162.000 Tonnen CO2 (nicht-biogener Anteil) und 147 Tonnen Stickoxide aus.